# Meeuwen-Gruitrode

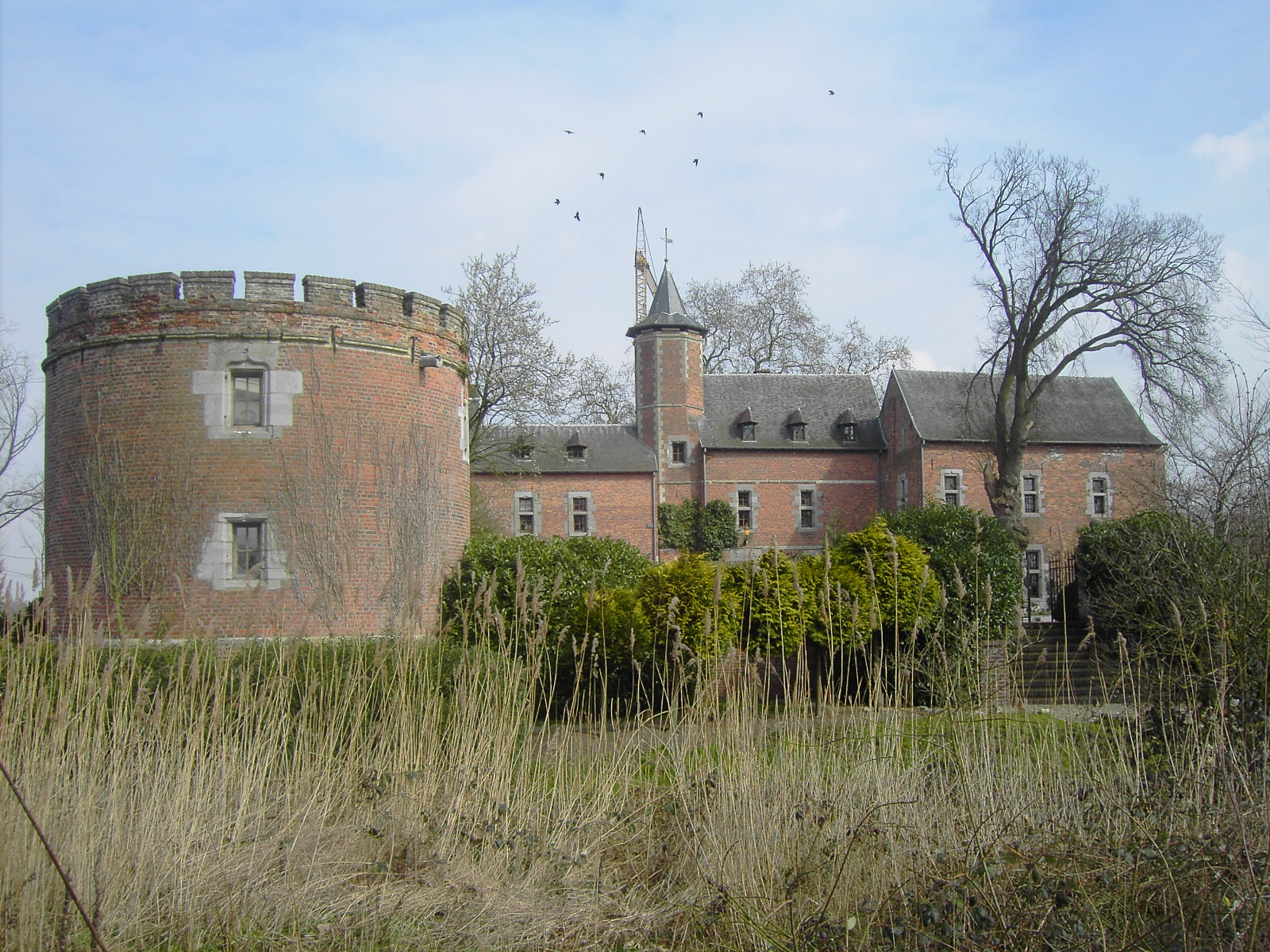
Die Kommende Gruitrode

Meeuwen-Gruitrode (limburgisch: Miëve-Roj) ist eine ehemalige belgische Gemeinde in der Region Flandern mit 13.091 Einwohnern (Stand 1. Januar 2018). Seit dem 1. Januar 2019 gehört sie aufgrund der belgischen Gebietsreform zusammen mit der Gemeinde Opglabbeek der neu gebildeten Gemeinde Oudsbergen an.
Hasselt liegt 22 Kilometer südlich, Maastricht 30 Kilometer südöstlich und Brüssel etwa 85 Kilometer südwestlich.
Der nächste Autobahnanschluss befindet sich bei Genk an der A2/E 314.
In Genk, Heusden-Zolder, Overpelt und Hasselt befinden sich die nächsten Regionalbahnhöfe.
Maastricht-Aachen und der Flughafen Eindhoven sind die nächsten Regionalflughäfen und Brüssel National ist ein internationaler Airport.